# 雨紅點鮭
雨紅點鮭，為輻鰭魚綱鮭形目鮭科的其中一種，為溫帶淡水魚，分布於亞洲日本東北部至關東地區淡水、半鹹水、海域，體長可達83公分，棲息在底中層水域，生活習性不明。